# Lambeth
Lambeth är en stadsdel i London. Den ligger i kommunen London Borough of Lambeth i riksdelen England, i den södra delen av Storbritannien. Antalet invånare är 6 000.